# Shunya Takayama
Shunya Takayama (japanisch 高山 峻野; * 3. September 1994 in Hiroshima) ist ein japanischer Hürdenläufer, der sich auf die 110-Meter-Distanz spezialisiert hat. 2023 wurde er über diese Distanz Asienmeister und siegte bei den Asienspielen.

## Sportliche Laufbahn
Erste internationale Erfahrungen sammelte Shunya Takayama bei den Juniorenweltmeisterschaften 2012 in Barcelona, bei denen er mit 14,06 s in der ersten Runde ausschied. 2017 wurde er bei den Asienmeisterschaften in Bhubaneswar in 13,65 s Vierter und qualifizierte sich für die Weltmeisterschaften in London, bei denen er mit 13,65 s im Vorlauf ausschied. Im Jahr darauf nahm er erstmals an den Asienspiele in Jakarta teil und gewann dort in 13,48 s die Bronzemedaille hinter dem Chinesen Xie Wenjun und Chen Kuei-ru aus Taiwan. 2019 wurde er bei den Asienmeisterschaften in Doha in 13,59 s Vierter. Bei den IAAF World Relays in Yokohama gewann er gemeinsam mit Ayako Kimura, Masumi Aoki und Taiō Kanai die Silbermedaille in der erstmals ausgetragenen Hürden-Pendelstaffel. Im August lief er mit 13,25 s Nationalrekord, den er 2021 wieder an Taiō Kanai verlor. Er qualifizierte sich auch für die Weltmeisterschaften in Doha, bei denen er mit 13,58 s im Halbfinale ausschied. 2020 siegte er mit 13,49 s beim Michitaka Kinami Memorial Athletics Meet und im Jahr darauf kam er bei den Olympischen Spielen in Tokio mit 13,98 s nicht über die Vorrunde hinaus.
2023 startete er bei den Asienmeisterschaften in Bangkok und siegte dort in 13,29 s. Im August schied er bei den Weltmeisterschaften in Budapest mit 13,34 s im Halbfinale aus, ehe er im Oktober in 13,41 s bei den Asienspielen in Hangzhou siegte. Im Jahr darauf schied er bei den Olympischen Sommerspielen in Paris mit 13,45 s in der Hoffnungsrunde aus.
2015 sowie 2017 und 2019 wurde Takayama japanischer Meister im 110-Meter-Hürdenlauf. Er absolvierte ein Rechtsstudium an der Meiji-Universität in Tokio.

## Persönliche Bestleistungen
- 100 m Hürden: 13,10 s (+0,6 m/s), 6. August 2022 in Hiratsuka
  - 60 m Hürden (Halle): 7,62 s, 17. März 2021 in Osaka